# Noies catalanes
Noies catalanes és un oli sobre tela de 130 × 81 cm pintat per Josep de Togores i Llach a Banyuls de la Marenda (el Rosselló) l'any 1921 i dipositat al Museu Nacional d'Art de Catalunya.

## Context històric i artístic
Togores, que a París va comptar, des del 1921, amb el suport decidit del principal marxant dels cubistes, Daniel-Henry Kahnweiler, va mostrar al llarg de la seva dilatada trajectòria un posicionament estètic que cavalcava entre la tradició i la modernitat.

## Descripció
Noies catalanes reflecteix un retorn al classicisme mediterrani propi del Noucentisme més genuí, fruit de la seva relació amb Arístides Maillol, al mateix temps que no renuncia a una certa influència del realisme de la Nova Objectivitat alemanya.